# 張文治 (康熙進士)
張文治（？—1679年），山西介休人，清朝進士、政治人物。

## 生平
康熙六年（1667年），登丁未科進士。康熙十四年（1675年），授廣寧縣知縣，在任期間仁政愛民。康熙十八年，因病卒于任内。